# VV Velox in het seizoen 1963/64
Het seizoen 1963/1964 was het vijfde jaar in het bestaan van de Utrechtse betaaldvoetbalclub Velox. De club kwam uit in de Eerste divisie en eindigde daarin op de vijfde plaats. Tevens deed de club mee aan het toernooi om de KNVB Beker, hierin werd in de derde ronde verloren van Feijenoord (0–2).

## Wedstrijdstatistieken

### Eerste divisie
|       | BVV   | DWS   | Eindhoven | Elinkwijk | Enschedese Boys | Excelsior | Fortuna | RBC   | SHS   | Sittardia | Telstar | Veendam | De Volewijckers | VVV   | Willem II |
| ----- | ----- | ----- | --------- | --------- | --------------- | --------- | ------- | ----- | ----- | --------- | ------- | ------- | --------------- | ----- | --------- |
| Thuis | 4 – 1 | 2 – 2 | 1 – 1     | 1 – 1     | 5 – 2           | 1 – 1     | 2 – 2   | 3 – 0 | 1 – 1 | 2 – 0     | 1 – 2   | 1 – 1   | 1 – 1           | 3 – 0 | 1 – 0     |
| Uit   | 1 – 2 | 1 – 1 | 5 – 0     | 2 – 0     | 0 – 1           | 0 – 1     | 1 – 2   | 0 – 0 | 3 – 2 | 6 – 1     | 3 – 0   | 0 – 3   | 0 – 2           | 0 – 4 | 5 – 1     |

### KNVB Beker
| 1e ronde                                     | Velox                                                                            | 3 – 1 (2 – 0) | KFC                                  |
| 29 september 1963 Plaats: Utrecht Koningsweg | Ben Aarts 41' Dick Uittenbosch 43' Willem van Hanegem 87' (pen.)                 |               | 57' Hans van Doorneveld              |
| 2e ronde                                     | Velox                                                                            | 4 – 1 (1 – 1) | NOAD                                 |
| 17 november 1963 Plaats: Utrecht Koningsweg  | Sander Derks 26' Leen Morelisse 53' Willem van Hanegem 62' Willem van Arnhem 75' |               | 8' Theo Netten                       |
| 3e ronde                                     | Velox                                                                            | 0 – 2 (0 – 2) | Feijenoord                           |
| 9 februari 1964 Plaats: Utrecht Koningsweg   |                                                                                  |               | 5' Piet Kruiver 40' Gerard Bergholtz |

## Statistieken Velox 1963/1964

### Eindstand Velox in de Nederlandse Eerste divisie 1963 / 1964
| Stand | Gespeeld | Gewonnen | Gelijk | Verloren | Punten | Doelpunten voor | Doelpunten tegen |
| ----- | -------- | -------- | ------ | -------- | ------ | --------------- | ---------------- |
| 5e    | 30       | 13       | 10     | 7        | 36     | 49              | 42               |

### Topscorers
| #                 | Naam               | Goal |
| ----------------- | ------------------ | ---- |
| 1.                | Willem van Hanegem | 15   |
| 2.                | Ben Aarts          | 7    |
| 2.                | Hassie Agterberg   | 7    |
| 2.                | Leen Morelissen    | 7    |
| 5.                | Louis Lit          | 3    |
| 6.                | Willem van Arnhem  | 2    |
| 6.                | Joop Jochems       | 2    |
| 6.                | Gijs Uittenbosch   | 2    |
| 9.                | Sander Derks       | 1    |
| 9.                | Freddy de Klein    | 1    |
| 9.                | Ben Sneijder       | 1    |
| Onbekend doelpunt |                    |      |
| –                 | Onbekend           | 1    |
| Totaal            | Totaal             | 49   |

| #      | Naam               | Goal |
| ------ | ------------------ | ---- |
| 1.     | Willem van Hanegem | 2    |
| 2.     | Ben Aarts          | 1    |
| 2.     | Willem van Arnhem  | 1    |
| 2.     | Sander Derks       | 1    |
| 2.     | Leen Morelisse     | 1    |
| 2.     | Dick Uittenbosch   | 1    |
| Totaal | Totaal             | 7    |

## Voetnoten
BVV ·
DHC ·
Elinkwijk ·
Enschedese Boys ·
Eindhoven ·
Excelsior ·
Fortuna ·
RBC ·
SHS ·
Sittardia ·
Telstar ·
Veendam ·
Velox ·
De Volewijckers ·
VVV ·
Willem II